# District de Dakshina Kannada
Le district de Dakshina Kannada (en toulou et en kannada : ದಕ್ಷಿಣ ಕನ್ನಡ ಜಿಲ್ಲೆ, en hindi : दक्षिण कन्नड जिला) (anciennement Canara méridional,, Canara-Sud, ou bien Sud-Canara) est un district du Karnataka en Inde.
Le district constitue une partie du Tulu Nadu, une région plus-ou-moins peuplée par les locuteurs de la langue Toulou,. Les toulouphones constituent d'ailleurs le groupe linguistique majoritaire dans le district, à plus de 48% d'après le recensement de 2011.

## Géographie
Au recensement de 2011, sa population est de 2 089 649 habitants pour une superficie de 4 861 km2.
Situé sur la côte de Kanara, son chef-lieu est la ville de Mangalore. Il est frontalier au sud à l'état du Kerala (district de Kasaragod), au district de Coorg au sud-est, au district de Hassan à l'est, au district de Chikmagalur au nord-est et au district d'Udupi au nord.

## Liste des Tehsil
Il est divisé en douze Tehsil :
- Dandeli
- Karwar
- Supa
- Haliyal
- Yellapur
- Mundgod
- Sirsi
- Ankola
- Kumta
- Siddapur
- Honavar
- Bhatkal

## Personnalité liée au district
- Rani Abbakka Chowta reine d'Ullal au XVIe siècle, connue pour avoir résisté à la colonisation portugaise.